# Ljudevit Montfortski
Ljudevit Marija Grignion Montfortski (Montfort-sur-Meu, 31. siječnja 1673. – Saint-Laurent-sur-Sèvres, 28. travnja 1716.) bio je francuski katolički svetac, teolog, misionar, svećenik i pisac. Proglašen je svetim 1947. Njegova teološka razmišljanja utjecala su na razvoj suvremene marijanske doktrine.

## Životopis
Rođen je 31. siječnja 1673. u Montfort-la-Cane (sada de Montfort-sur-Meu) kod Rennesa u Bretanji u Francuskoj kao Louis-Marie Grignon de Montfort. Njegovi roditelji bili su Jean-Baptiste Grignon, odvjetnik i Jeanne Roberta. Bio je drugi sin ovog braka, ali njegov stariji brat umro je u dobi od 4 mjeseca. Kršten je drugog dana nakon poroda. Djelovao je kao uspješan propovjednik i misionar na zapadu Francuske, u teškim vremenima francuske povijesti na području jako pogođenim nasiljem i ratnim sukobima.
Bio je imenovan apostolskim misionarom u Francuskoj odlukom pape Klementa XI. 1705. Prije toga je osnovao žensku redovničku zajednicu Kćeri Mudrosti zajedno s blaženom Marie-Louise Trichet, 1703. Dvije godine kasnije, osnovao je mušku redovničku zajednicu: Družba Marijinih misionara montfortanaca te laičku zajednicu Braća sv. Gabrijela.
Svrha Ljudevitovih misija bila je obnova kršćanskog duha među kršćanima, obnavljajući svijest o krsnim obećanjima kroz predanje – posvetu vlastitog života Blaženoj Djevici Mariji.
Njegov književni rad uključuje brojne popularne vjerske knjige o Djevici Mariji, prema kojoj je imao duboko štovanje. Njegove knjige doživjele su veliku čitanost, utjecale su i na pape, koji su čitali i razmišljali o njegovim djelima. Najpoznatije djelo mu je Rasprava o pravoj pobožnosti prema Presvetoj Djevici Mariji (1712.).
Proglašen je blaženim 22. siječnja 1888. odlukom pape Lava XIII., a svetim 20. srpnja 1947. godine odlukom pape Pija XII. Papa Ivan Pavao II. uzeo je za svoje geslo "Totus tuus" (hrv. Sav tvoj), koji izvorno potječe od sv. Louisa-Marie Montfortskog.

## Vanjske poveznice
Mrežna mjesta
- Ljudevit Montfortski, Rasprava o pravoj pobožnosti prema presvetoj Djevici Mariji  Arhivirana inačica izvorne stranice od 9. listopada 2013. (Wayback Machine), Symposion, Split, 2005., www.trsat-svetiste.com
- Misionari Monfortanci - Družba Marijina, službeno mrežno mjesto